# Torino Film Festival 2016

Logo

La 34ª edizione del Torino Film Festival (TFF 34) ha avuto luogo a Torino (con proiezioni nel Cinema Massimo, nel Multisala Reposi, nel Cinema Lux e nel Cinema Classico) dal 18 al 26 novembre 2016, diretta per la terza volta consecutiva da Emanuela Martini. Il film di apertura è stato Between Us di Rafael Palacio Illingworth, mentre Free Fire di Ben Wheatley è stato quello di chiusura.
Il 9 novembre, due conferenze stampa hanno presentato il programma dell'edizione; la prima, nella Casa del Cinema di Roma, in presenza di Emanuela Martini, Massimo Causo e Davide Oberto; la seconda, nel Cinema Massimo di Torino, in presenza sempre della Martini con, tra le altre persone, Paolo Damilano (presidente, al tempo, del Museo Nazionale del Cinema) e Roberto Nepote (direttore del Centro di Produzione Rai di Torino).
La giuria della selezione ufficiale, presieduta dal direttore della fotografia e regista americano Edward Lachman, ha assegnato il premio come miglior film al cinese Juan zeng zhe di Qiwu Zang. L'attrice italiana Jasmine Trinca (presente nella sezione Festa Mobile con il film italiano Slam - Tutto per una ragazza di Andrea Molaioli) è stata la madrina della cerimonia di apertura nell'Auditorium Giovanni Agnelli alla presenza di Chiara Appendino. Il regista e sceneggiatore italiano Gabriele Salvatores (presente nella sezione Cose che verranno con il proprio film Nirvana) è stato "guest director" e curatore della sezione Cinque Pezzi Facili.
La locandina di questa edizione consiste in una rielaborazione grafica di un fotogramma tratto da una scena del film britannico Absolute Beginners (1986) di Julien Temple. Il protagonista dell'immagine è il cantautore inglese David Bowie, attore nel film; quello del festival è infatti un omaggio cinematografico nei suoi confronti, essendo egli morto nel gennaio 2016.

## Giuria del concorso principale (sezione Torino 34)
- Edward Lachman, direttore della fotografia e regista (Stati Uniti d'America) - Presidente di giuria
- Don McKellar, attore, scrittore e filmmaker (Canada)
- Mariette Rissenbeek, produttrice, manager di festival e direttrice esecutiva nell'industria cinematografica (Paesi Bassi)
- Adrian Sitaru, regista, produttore e attore (Romania) - presente nella sezione Festa Mobile con i film Fixeur e Ilegitim
- Hadas Yaron, attrice (Israele)[22][7]

## Sezioni

### Torino 34
(opere prime e seconde; lungometraggi di produzione internazionale)
- Avant les rues, regia di Chloé Leriche (Québec)
- Christine, regia di Antonio Campos (Stati Uniti d'America, Regno Unito)
- I figli della notte, regia di Andrea De Sica (Italia, Belgio)
- Jesús, regia di Fernando Guzzoni (Francia, Cile, Germania, Colombia, Grecia)
- Juan zeng zhe, regia di Qiwu Zang (Cina)
- La Mécanique de l'ombre, regia di Thomas Kruithof (Francia, Belgio)
- Lady Macbeth, regia di William Oldroyd (Regno Unito)
- Las lindas, regia di Melisa Liebenthal (Argentina)
- Les Derniers Parisiens, regia di Mohamed "Hamè" Bourokba e Ekoué Labitey (Francia)
- Los decentes, regia di Lukas Valenta Rinner (Austria, Argentina, Corea del Sud)
- Maquinaria Panamericana, regia di Joaquín del Paso (Messico, Polonia)
- Noi siamo la marea (Wir sind die Flut), regia di Sebastian Hilger (Germania)
- Porto, regia di Gabe Klinger (Stati Uniti d'America, Portogallo, Francia, Polonia)
- Turn Left Turn Right, regia di Douglas Seok (Cambogia)
- Vetar, regia di Tamara Drakulić (Serbia)

### Festa Mobile / Gran Premio Torino
(omaggio a Christopher Doyle, Gran Premio Torino 2016)
- Daap hyut cam mui, regia di Philip Yung (Hong Kong)
- Wind, regia di Saw Tiong Guan (Malaysia, Hong Kong)

### Festa Mobile
- A Quiet Passion, regia di Terence Davies (Regno Unito)
- Absolutely Fabulous: The Movie, regia di Mandie Fletcher (Regno Unito)
- Between Us, regia di Rafael Palacio Illingworth (Stati Uniti d'America) - film di apertura
- Bleed for This, regia di Ben Younger (Stati Uniti d'America)
- Elle, regia di Paul Verhoeven (Francia, Germania, Belgio)
- Eshtebak, regia di Mohamed Diab (Egitto, Francia)
- Fixeur, regia di Adrian Sitaru (Romania, Francia)
- Free Fire, regia di Ben Wheatley (Regno Unito) - film di chiusura
- Free State of Jones, regia di Gary Ross (Stati Uniti d'America)
- Hele sa hiwagang hapis, regia di Lav Diaz (Filippine, Singapore)
- Hymyilevä mies, regia di Juho Kuosmanen (Finlandia, Germania, Svezia)
- Ilegitim, regia di Adrian Sitaru (Romania, Polonia, Francia)
- Kate Plays Christine[34], regia di Robert Greene (Stati Uniti d'America)
- L'Avenir, regia di Mia Hansen-Løve (Francia)
- L'Économie du couple, regia di Joachim Lafosse (Belgio, Francia)
- La felicità umana, regia di Maurizio Zaccaro (Italia)
- La lingua dei furfanti - Romanino in Valle Camonica, regia di Elisabetta Sgarbi (Italia)
- La Loi de la jungle, regia di Antonin Peretjatko (Francia)
- Lao Shi, regia di Johnny Ma (Cina, Canada)
- Le Fils de Jean, regia di Philippe Lioret (Francia, Canada)
- Le Voyage au Groenland, regia di Sébastien Betbeder (Francia)
- Live Cargo, regia di Logan Sandler (Stati Uniti d'America)
- Ma' Rosa, regia di Brillante Mendoza (Filippine)
- Marie et les Naufragés, regia di Sébastien Betbeder (Francia)
- Mercenaire, regia di Sacha Wolff (Francia)
- Morris from America, regia di Chad Hartigan (Stati Uniti d'America, Germania)
- Nessuno ci può giudicare, regia di Steve Della Casa e Chiara Ronchini (Italia)
- Nome di battaglia Donna, regia di Daniele Segre (Italia)
- Inyanim ishiayim, regia di Maha Haj (Israele)
- Raman Raghav 2.0, regia di Anurag Kashyap (India)
- Rester vertical, regia di Alain Guiraudie (Francia)
- Roberto Bolle - L'arte della danza, regia di Francesca Pedroni (Italia)
- Romeo and Juliet, regia (teatrale) di Kenneth Branagh e Rob Ashford (Regno Unito) - spettacolo della Kenneth Branagh Theatre Company
- Slam - Tutto per una ragazza, regia di Andrea Molaioli (Italia)
- Smrt u Sarajevu, regia di Danis Tanović (Bosnia ed Erzegovina, Francia)
- Sono Guido e non Guido, regia di Alessandro Maria Buonomo (Italia)
- Sully, regia di Clint Eastwood (Stati Uniti d'America) - anteprima italiana[35][2][11] alla presenza di Chesley Sullenberger[36]
- Suntan, regia di Argyris Papadimitropoulos (Grecia, Germania)
- War on Everyone, regia di John Michael McDonagh (Regno Unito)
- Wexford Plaza, regia di Joyce Wong (Canada)

### Festa Mobile / Film Commission Torino Piemonte
- Gipo, lo zingaro di Barriera, regia di Alessandro Castelletto (Italia)
- Sadie, regia di Craig Goodwill (Regno Unito, Canada, Italia)

### Festa Mobile / PremioMaria Adriana Prolo
Z, regia di Costa-Gavras (Algeria, Francia, 1969)

### Festa Mobile / Festa Vintage
(in grassetto il titolo dell'unico film non del passato)
- Giovanna, regia di Gillo Pontecorvo (Italia, 1955)
- Giuseppe Verdi, regia di Raffaello Matarazzo (Italia, 1953) - versione restaurata dalla Cineteca Nazionale
- I parenti tutti, regia di Fabio Garriba (Italia, 1967) - versione restaurata dalla Cineteca Nazionale
- In punto di morte, regia di Mario Garriba (Italia, 1971) - versione restaurata dalla Cineteca Nazionale
- Intolerance, regia di David Wark Griffith (Stati Uniti d'America, 1916)
- La finestra, regia di Silvia Perra (Italia, 2016)
- La nave delle donne maledette, regia di Raffaello Matarazzo (Italia, 1953) - versione restaurata dalla Cineteca Nazionale
- Le belle prove, regia di Gianni Zanasi (Italia, 1992)
- Littoria, regia di Raffaello Matarazzo (Italia, 1933) - versione restaurata dalla Cineteca Nazionale
- Merry Christmas, Mr. Lawrence, regia di Nagisa Ōshima (Regno Unito, Giappone, Nuova Zelanda, 1983)
- Mussolinia di Sardegna, regia di Raffaello Matarazzo (Italia, 1933) - versione restaurata dalla Cineteca Nazionale
- Nastassia, regia di Francesco Munzi (Italia, 1996)
- Palombella rossa, regia di Nanni Moretti (Italia, 1989) - versione restaurata[14][10][15] dalla Cineteca Nazionale
- The Deer Hunter, regia di Michael Cimino (Stati Uniti d'America, 1978) - versione restaurata
- Voce del verbo morire, regia di Mario Garriba (Italia, 1970) - versione restaurata dalla Cineteca Nazionale
- Where the Sidewalk Ends, regia di Otto Preminger (Stati Uniti d'America, 1950)

### Cinque Pezzi Facili
(a cura di Gabriele Salvatores)
- Alice's Restaurant, regia di Arthur Penn (Stati Uniti d'America, 1969)
- Blowup, regia di Michelangelo Antonioni (Regno Unito, Stati Uniti d'America, Italia, 1966)
- If...., regia di Lindsay Anderson (Regno Unito, 1968)
- Jules et Jim, regia di François Truffaut (Francia, 1962)
- The Strawberry Statement, regia di Stuart Hagmann (Stati Uniti d'America, 1970)

### After Hours
(in grassetto il titolo dell'unico film del passato)
- #Screamers, regia di Dean Matthew Ronalds (Stati Uniti d'America)
- Animal político, regia di Tião (Brasile)
- Anchiporuno, regia di Sion Sono (Giappone)
- Chi mi ha incontrato, non mi ha visto - L'ultima fotografia di Arthur Rimbaud, regia di Bruno Bigoni (Italia)
- Gokseong, regia di Hong-Jin Na (Corea del Sud)
- King Cobra, regia di Justin Kelly (Stati Uniti d'America)
- La maschera del demonio, regia di Mario Bava (Italia, 1960) - versione restaurata dalla Cineteca Nazionale
- Lavender, regia di Ed Gass-Donnelly (Stati Uniti d'America, Canada)
- Operation Avalanche, regia di Matt Johnson (Stati Uniti d'America, Canada)
- Pyromanen, regia di Erik Skjoldbjærg (Norvegia)
- Sadako VS Kayako, regia di Kōji Shiraishi (Giappone) - terzo film della Notte Horror
- Better Watch Out, regia di Chris Peckover (Australia, Stati Uniti d'America)
- Sam Was Here, regia di Christophe Deroo (Francia) - primo film della Notte Horror
- The Alchemist Cookbook, regia di Joel Potrykus (Stati Uniti d'America)
- The Arbalest, regia di Adam Pinney (Stati Uniti d'America)
- The Love Witch, regia di Anna Biller (Stati Uniti d'America)
- The Transfiguration, regia di Michael O'Shea (Stati Uniti d'America)
- Yoga Hosers, regia di Kevin Smith (Stati Uniti d'America)

### Onde
- A Crackup at the Race Riots, regia di Leo Gabin (Belgio)
- Le Secret de la chambre noire, regia di Kiyoshi Kurosawa (Francia, Belgio, Giappone)
- Das unmögliche Bild, regia di Sandra Wollner (Germania)
- Eclisse senza cielo, regia di Carlo Michele Schirinzi (Italia)
- Exit/Entry, regia di Leo Gabin (Belgio)
- Le Fils de Joseph, regia di Eugène Green (Francia, Belgio)
- Le Parc, regia di Damien Manivel (Francia)
- Me'ever Laharim vehagvaot, regia di Eran Kolirin (Israele, Germania, Belgio)
- Muito romântico, regia di Melissa Dullius e Gustavo Jahn (Brasile, Germania)
- Nyai - A Woman from Java, regia di Garin Nugroho (Indonesia)
- O ornitólogo, regia di João Pedro Rodrigues (Portogallo, Francia, Brasile)
- Out There, regia di Takehiro Ito (Giappone)
- Panke, regia di Alejo Franzetti (Germania)
- Pseudo secular, regia di Rita Hui Nga Shu (Hong Kong)
- Sarah Winchester, Opéra fantôme, regia di Bertrand Bonello (Francia) - cortometraggio

### Onde/Artrum
- Duilian, regia di Wu Tsang (Stati Uniti d'America)
- The Challenge, regia di Yuri Ancarani (Francia, Italia, Svizzera)
- The Hunchback, regia di Gabriel Abrantes e Ben Rivers (Portogallo, Francia)

### Onde / Harun Farocki
(12 tra le più importanti opere del documentarista tedesco; in collaborazione con la Fondazione Sandretto Re Rebaudengo)

### TorinoFilmLab
- Apprentice, regia di Junfeng Boo (Singapore, Germania, Francia, Hong Kong, Qatar)
- Câini, regia di Bogdan Mirica (Romania, Francia, Bulgaria, Qatar)
- Deadweight, regia di Axel Koenzen (Germania, Finlandia)
- Die reise mit vater, regia di Anca Miruna Lăzărescu (Germania, Romania, Ungheria, Svezia)
- Go Home, regia di Jihane Chouaib (Francia, Svizzera, Belgio)
- Bezbog, regia di Ralitza Petrova (Bulgaria, Danimarca, Francia)
- La última tierra, regia di Pablo Lamar (Paraguay, Paesi Bassi, Chile, Qatar)
- Out of Love, regia di Paloma Aguilera Valdebenito (Paesi Bassi, Francia)
- Polaarpoiss, regia di Anu Aun (Estonia)
- Thala Mon Amour, regia di Mehdi Hmili (Tunisia)
- Together forever, regia di Lina Lužytė (Lituania)
- Tombé du ciel, regia di Wissam Charaf (Francia, Libano)

### Cose che verranno
(retrospettiva)
- Nineteen Eighty-Four, regia di Michael Radford (Regno Unito, 1984)
- A Boy and His Dog, regia di L. Q. Jones (Stati Uniti d'America, 1975)
- Acción mutante, regia di Álex de la Iglesia (Spagna, 1993)
- Anticipation, ou l'Amour en l'an 2000, regia di Jean-Luc Godard (Francia, Italia, Germania Ovest, 1967)
- A.I. Artificial Intelligence, regia di Steven Spielberg (Stati Uniti d'America, 2001)
- Batoru Rowaiaru, regia di Kinji Fukasaku (Giappone, 2000)
- Demon Seed, regia di Donald Cammell (Stati Uniti d'America, 1977)
- Glen and Randa, regia di Jim McBride (Stati Uniti d'America, 1971)
- Ikarie XB 1, regia di Jindřich Polák (Cecoslovacchia, 1963)
- Le Nouveau Monde, regia di Jean-Luc Godard (Francia, Italia, 1963) - versione restaurata dalla Cineteca Nazionale
- La Jetée, regia di Chris Marker (Francia, 1962)
- La Mort en direct, regia di Bertrand Tavernier (Francia, Germania Ovest, 1980)
- Last Night, regia di Don McKellar (Canada, 1998)
- Le Dernier Combat, regia di Luc Besson (Francia, 1983)
- Mister Freedom, regia di William Klein (Francia, 1968)
- Nirvana, regia di Gabriele Salvatores (Italia, Francia, 1997) - versione restaurata dalla Cineteca Nazionale
- Rollerball, regia di Norman Jewison (Regno Unito, Stati Uniti d'America, 1975)
- Sleeper, regia di Woody Allen (Stati Uniti d'America, 1973)
- The Stepford Wives, regia di Bryan Forbes (Stati Uniti d'America, 1975)

### I Did It My Way: essere punk
- Jubilee, regia di Derek Jarman (Regno Unito, 1978)
- Rock 'n' Roll High School, regia di Allan Arkush (Stati Uniti d'America, 1979)
- Sid and Nancy, regia di Alex Cox (Regno Unito, 1986)
- Suburbia, regia di Penelope Spheeris (Stati Uniti d'America, 1984)
- The Blank Generation, regia di Amos Poe e Ivan Král (Stati Uniti d'America, 1976)
- The Decline of Western Civilization, regia di Penelope Spheeris (Stati Uniti d'America, 1981)
- The Return of the Living Dead, regia di Dan O'Bannon (Stati Uniti d'America, 1985) - secondo film della Notte Horror[3][38][39]

## Premi

### Torino 34

#### Premi ufficiali
- Miglior film: Juan zeng zhe, regia di Qiwu Zang
- Premio Fondazione Sandretto Re Rebaudengo (2° miglior film): Los decentes, regia di Lukas Valenta Rinner
- Menzione speciale (3° miglior film): Maquinaria Panamericana, regia di Joaquín del Paso
- Miglior attore: Nicolás Durán, per Jesus
- Miglior attrice: Rebecca Hall, per Christine
- Miglior sceneggiatura: Juan zeng zhe, regia di Qiwu Zang
- Premio del Pubblico: Noi siamo la marea, regia di Sebastian Hilger
- Premio FIPRESCI: Les Derniers Parisiens, regia di Mohamed "Hamè" Bourokba e Ekoué Labitey

#### Premi collaterali
- Premio Achille Valdata (miglior film): Noi siamo la marea, regia di Sebastian Hilger
- Premio AVANTI (miglior film): Juan zeng zhe, regia di Qiwu Zang
- Premio Scuola Holden (miglior sceneggiatura): Lady Macbeth, regia di William Oldroyd

### Selezione generale

#### Premi ufficiali
- Premio Cipputi (miglior film sul mondo del lavoro): Lao Shi, regia di Johnny Ma (sezione Festa Mobile)

#### Premi collaterali
- Premio Interfedi (per il rispetto delle minoranze e per la laicità): Avant les rues, regia di Chloé Leriche (sezione Torino 34)
- Gli Occhiali di Gandhi (alla cinematografia nonviolenta): Les Vies de Thérèse, regia di Sébastien Lifshitz[40][23][22][24][41]

### Premi alla carriera
- Gran Premio Torino: Christopher Doyle[42][43][9]
- Premio Maria Adriana Prolo: Costa-Gavras[14][10][12][9]
- prima edizione del Premio Langhe-Roero e Monferrato (personaggio di rilevanza internazionale nel mondo cinematografico): Paolo Sorrentino[14][12][9]
- Starlight Cinema International Award: Lou Castel[44]
- Premio Cabiria (regista, attore o attrice che si siano particolarmente distinti/e per la loro attività nel corso dell'anno con il loro contributo per l'arte cinematografica): Alba Rohrwacher (* presente nel film La Mécanique de l'ombre, in concorso nella sezione Torino 34)[45][46][47]